# Snetoppen
De Snetoppen is een berg in Nationaal park Noordoost-Groenland in het oosten van Groenland. De berg ligt in de Stauningalpen in het Scoresbyland.
De berg heeft een hoogte van 2763 meter.
Op ongeveer zes kilometer naar het noordoosten ligt de Sefströmgletsjer, op ongeveer zeven kilometer naar het zuidwesten de Duartgletsjer, op ongeveer acht kilometer naar het westen de Spærregletsjer, naar het noordwesten de Krabbegletsjer.